# Phytomyptera canella
Phytomyptera canella là một loài ruồi trong họ Tachinidae.